# Michał Gryziński
Michał Gryziński (29 de septiembre de 1930-1 de junio de 2004) fue un físico nuclear polaco, especialista en la física del plasma y fundador del modelo atómico de caída libre, una formulación teórica alternativa, una aproximación clásica que solicita trayectorias de promedios de electrones a densidades de probabilidad descritas por mecánica cuántica.

## Obra
Michał Gryziński estaba trabajando en un grupo de plasma caliente de la Academia de Ciencias de Polonia en un enfoque de la fusión nuclear que más tarde evolucionó hasta lo que actualmente se conoce como foco de plasma denso. Su consideración experimental y teórica le llevó en 1957 al artículo de física relativista «Poder de frenado de un medio para partículas cargadas pesadas» que enfatiza la importancia del movimiento orbital de los electrones de un medio para detener partículas cargadas lentas. Este trabajo ha recibido un gran interés y le ha llevado a una serie de artículos sobre el problema de la dispersión con aproximación clásica de la dinámica de los electrones, sus artículos de 1965 han recibido un total de más de 2000 citas.
Esta aproximación clásica de la dinámica de los electrones en los átomos lo ha llevado al modelo atómico de caída libre para mejorar la concordancia con los experimentos de dispersión en comparación con la popular aproximación de Bohr como órbitas circulares para electrones. Esta dinámica radial dominante de los electrones hace que el átomo sea efectivamente un multipolar eléctrico pulsante (dipolo, cuadrupolo), lo que le permitió proponer una explicación del efecto Ramsauer (1970) y mejorar la concordancia para el modelado de la dispersión de baja energía (1975). Sus últimos artículos intentan expandir estas aproximaciones clásicas a átomos y moléculas de múltiples electrones.

## Modelo atómico de caída libre
En el modelo atómico de Bohr, se propone que los electrones viajan en órbitas circulares, lo que explica los niveles de energía cuantificados, pero conduce a varios otros desacuerdos con los resultados experimentales. Por ejemplo, en el proceso de captura electrónica observado, el núcleo captura un electrón de un orbital, lo que necesita este electrón para llegar a una distancia del rango de fuerzas nucleares (femtómetros), que es muchos órdenes de magnitud menor que en el modelo de Bohr. Otro desacuerdo fundamental para el electrón circulante es el campo magnético creado no observado para el hidrógeno. Por el contrario, el momento angular del electrón en el estado fundamental cuántico del hidrógeno es cero.
Gryzinski presenta muchos otros argumentos, especialmente para estar de acuerdo con varios escenarios de dispersión, para enfocarse en trayectorias de momento angular casi cero: con electrones viajando a través de trayectorias casi radiales. Atraídos por el campo de Coulomb, caen libremente hacia el núcleo, luego aumentan la distancia hasta algún punto de inflexión y así sucesivamente.